# Stazione di Budoia-Polcenigo
Stazione di Budoia-Polcenigo vasútállomás Olaszországban, Budoia településen.

## Vasútvonalak
Az állomást az alábbi vasútvonalak érintik:
- Sacile-Pinzano-vasútvonal

## Kapcsolódó állomások
A vasútállomáshoz az alábbi állomások vannak a legközelebb:
- Stazione di Aviano
- Stazione di Sacile San Liberale